# Borkener Paradies
Das Borkener Paradies ist ein Naturschutzgebiet in der niedersächsischen Stadt Meppen im Landkreis Emsland.
Das Naturschutzgebiet mit dem Kennzeichen NSG WE 022 ist 33,4 Hektar groß. Es ist vollständig Bestandteil des FFH-Gebietes „Ems“. Das Gebiet steht seit dem 31. Juli 1937 unter Naturschutz. Zuständige untere Naturschutzbehörde ist der Landkreis Emsland.
Das Naturschutzgebiet liegt nordwestlich von Meppen. Es wird von einem Altarm der Ems umgeben und stellt eine Hutelandschaft als historische Kulturlandschaft unter Schutz, die als Allmendeweide genutzt wurde. Das Gebiet wird heute von Auwald- und Weidebereichen geprägt. Auf sandigen, trockenen Flächen ist Magerrasen zu finden, in der Mitte des Gebietes befindet sich ein Weiher mit Verlandungszonen. Um den Charakter der Landschaft zu erhalten, wird das Gebiet auch heute noch mit Kühen und Pferden beweidet. Westlich des Naturschutzgebietes liegt zwischen diesem und dem Altarm der Ems ein Hartholzauwald.
Das Borkener Paradies dient auch der Naherholung und kann über einen ausgeschilderten Rundweg erlebt werden.